# أمين أباد (تشهار دولي)
أمین أباد (بالفارسية: امین‌آباد) هي قرية تقع في إيران في Chaharduli Rural District. يقدر عدد سكانها بـ 79 نسمة .